# USS Mariano G. Vallejo (SSBN-658)
L'USS Mariano G. Vallejo (SSBN-658) est un sous-marin nucléaire lanceur d'engins de la classe Benjamin Franklin de l'United States Navy. Il est nommé en l'honneur de Mariano Guadalupe Vallejo (1807 - 1890), un important homme politique californien. Le SSBN-658 est par ailleurs le seul navire à honorer sa mémoire.
Le sous-marin fut en service de 1966 à 1995.

## Construction et commissionnement
Le contrat de construction du sous-marin est accordé au Mare Island Naval Shipyard de la ville de Vallejo, en Californie, le 8 août 1963. La quille du bâtiment est posée le 7 juillet 1964 et il est finalement lancé le 23 octobre 1965 avec pour marraine Patricia O. V. McGettigan.
Le Mariano G. Vallejo est commissionné le 16 décembre 1966 sous le commandement du commander Douglas B. Guthe pour l'équipage bleu et du commander John K. Nunneley pour l'équipage or, (équivalent rouge dans la Marine nationale).

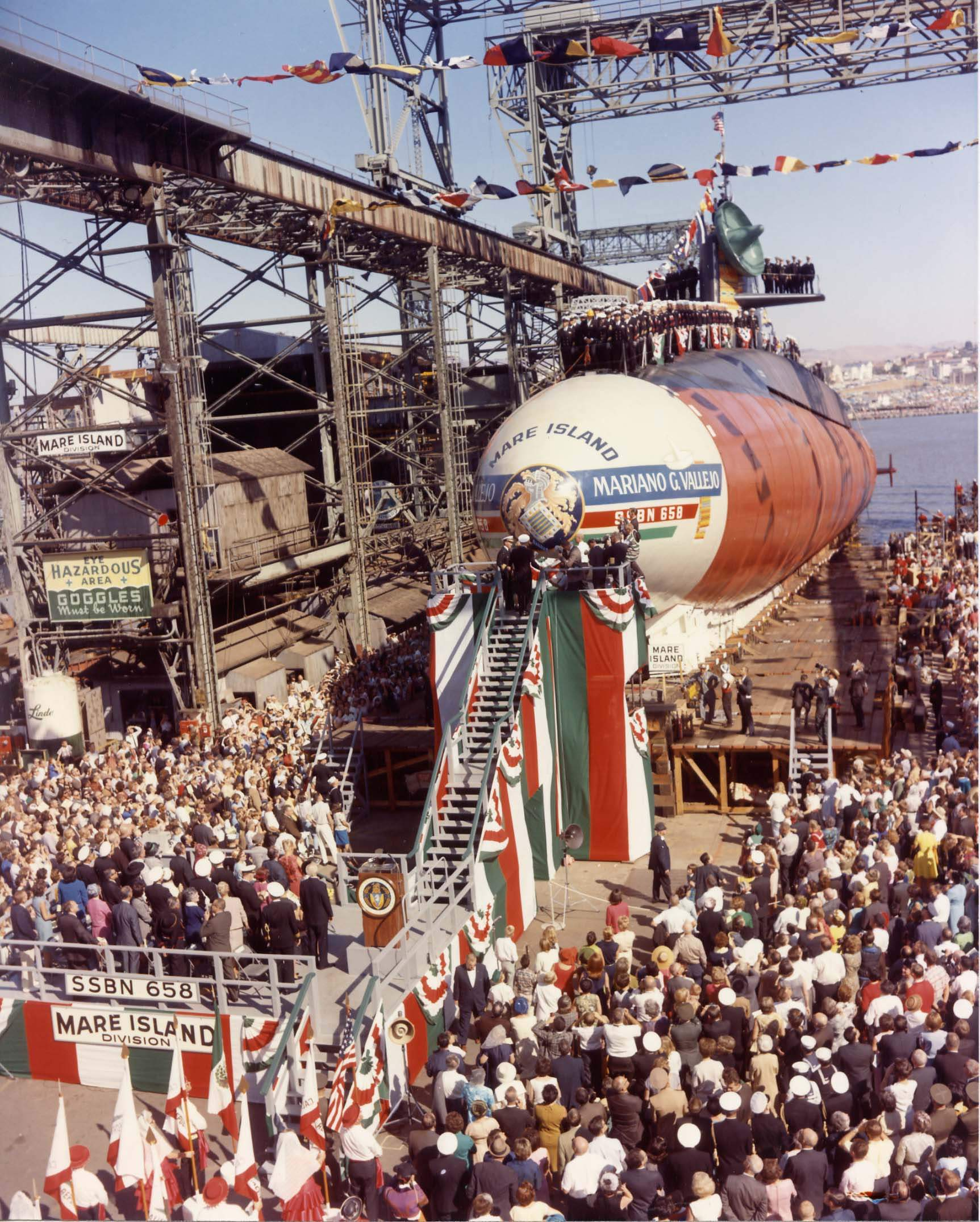
Le jour du baptême.
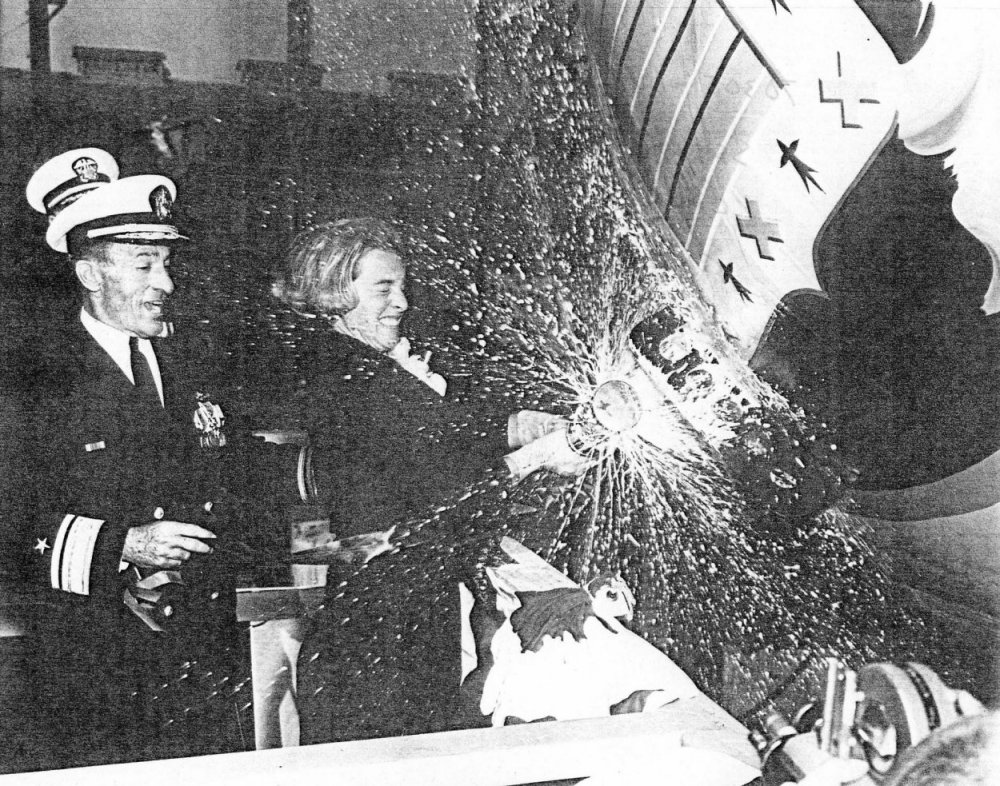
Le jour du baptême.
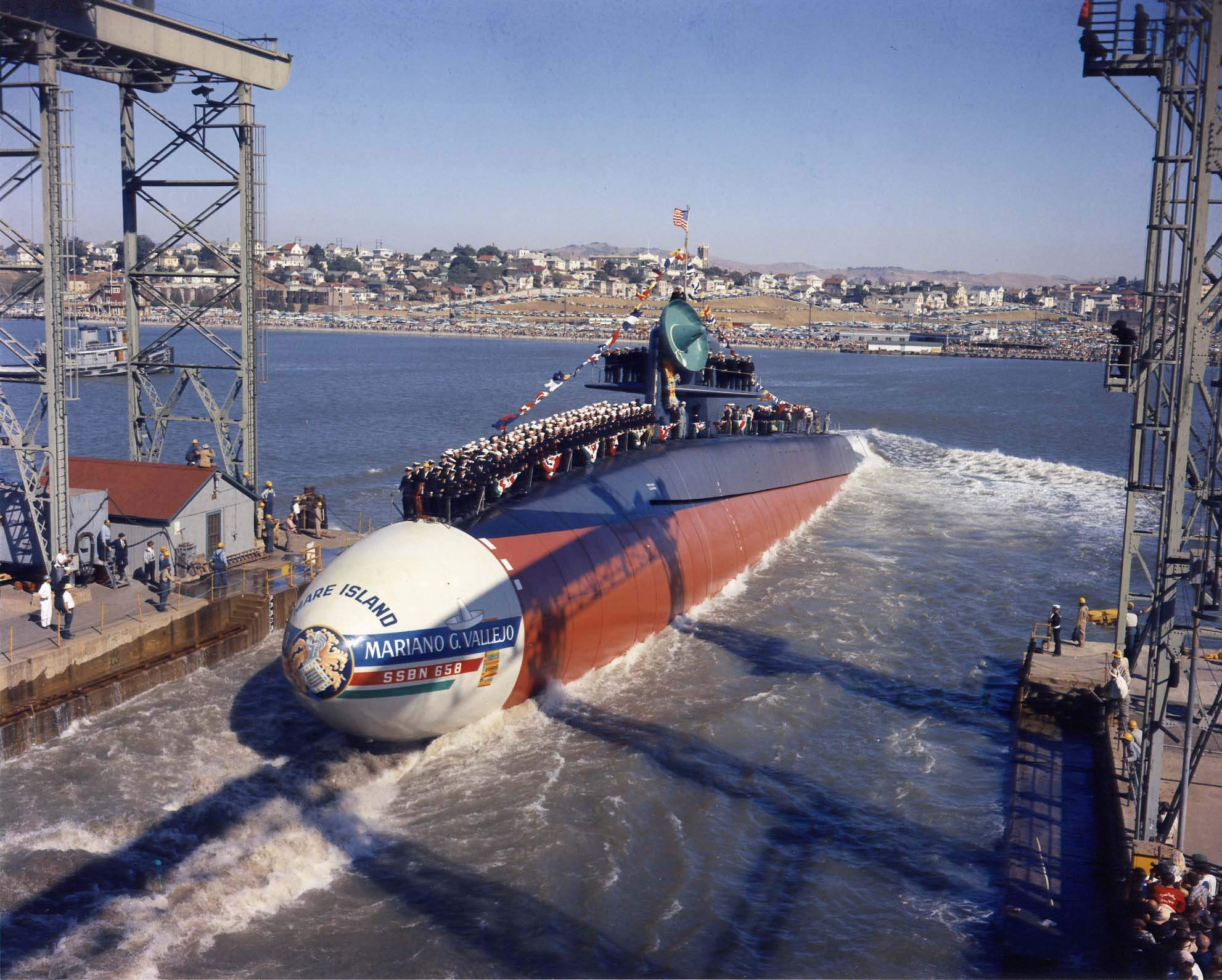
Le lancement.

## Histoire opérationnelle
Le Mariano G. Vallejo conduit une série d'exercices durant sa période d'essais le long de la côte Ouest des États-Unis, dans la mer des Caraïbes ainsi qu'au large de la Floride. Transitant par le canal de Panama pour la seconde fois le 21 mars 1967, il gagne son port d'attache de Pearl Harbor le 11 avril 1967. Arrivé à Hawaï, il y poursuit des exercices avant de regagner brièvement le Mare Island Naval Shipyard. Il retourne à Pearl Harbor où il est assigné, le 1er août 1967, au Submarine Squadron 15, prêt à réaliser des patrouilles opérationnelles.
Le Mariano G. Vallejo est le dernier sous-marin des 41 for Freedom à réaliser une patrouille. Le 2 août 1994, il quitte Charleston pour la dernière fois. Il arrive au canal de Panama le 10 du mois pour atteindre San Diego. En passage, il se trouve à 20 milles marins (37,04 km) de l'épicentre d'un séisme de magnitude 7,2.

## Fin de vie
Le Mariano G. Vallejo est retiré du service et rayé du Naval Vessel Register le même jour, le 9 mars 1995. Son démantèlement via le programme de recyclage des sous-marins nucléaires à Bremerton, état de Washingon, débute le 1er octobre 1994 pour prendre fin le 22 décembre 1995.

## Préservation
Le kiosque du sous-marin est conservé sur le front de mer de Mare Island depuis 1995.

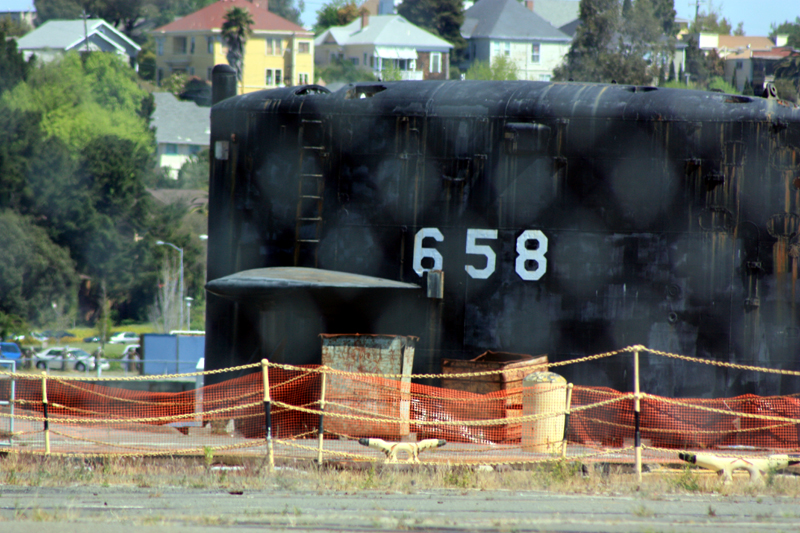
Le kiosque du Mariano G. Vallejo